# Craig McNicoll
Craig Albert McNicoll (* 11. April 1971 in Paisley) ist ein ehemaliger britischer Eisschnellläufer.

## Werdegang
McNicoll startete international erstmals in der Saison 1981/82 und errang bei den Juniorenweltmeisterschaften 1987 in Strömsund den 35. Platz im Kleinen Vierkampf. In der Saison 1987/88 belegte er bei den Juniorenweltmeisterschaften 1988 in Seoul den 24. Platz im Kleinen Vierkampf und bei den Olympischen Winterspielen 1988 in Calgary jeweils den 38. Platz über 1500 m und 5000 m sowie den 34. Rang über 1000 m. In den folgenden Jahren lief er bei den Juniorenweltmeisterschaften 1989 in Kiew auf den 29. Platz und bei den Juniorenweltmeisterschaften 1990 in Obihiro auf den 22. Rang im Kleinen Vierkampf. In der Saison 1990/91 siegte er bei der 3-Bahnen-Tournee in Innsbruck über 500 m und nahm in Heerenveen erstmals am Eisschnelllauf-Weltcup, wobei er mit dem 19. Platz über 1500 m seine beste Platzierung im Weltcup errang. Zudem kam er dort bei der Mehrkampfweltmeisterschaft 1991 auf den 28. Platz im Großen Vierkampf und bei der Sprintweltmeisterschaft 1991 in Inzell auf den 30. Rang. In der Saison 1991/92 nahm er in Heerenveen letztmals am Weltcup teil und errang dort bei der Mehrkampfeuropameisterschaft 1992 den 24. Platz im Großen Vierkampf. Letztmals international startete er bei den Olympischen Winterspielen 1992 in Albertville. Dort belegte er den 37. Platz über 1500 m und den 33. Rang über 1000 m.

## Erfolge

### Olympische Spiele
- 1988 Calgary: 34. Platz 1000 m, 38. Platz 1500 m, 38. Platz 5000 m
- 1992 Albertville: 33. Platz 1000 m, 37. Platz 1500 m

### Mehrkampf-Weltmeisterschaften
- 1991 Heerenveen: 28. Platz Großer Vierkampf

### Sprint-Weltmeisterschaften
- 1991 Inzell: 30. Platz Sprint-Mehrkampf

### Mehrkampf-Europameisterschaften
- 1991 Sarajevo: DSQ Großer Vierkampf
- 1992 Heerenveen: 24. Platz Großer Vierkampf

## Persönliche Bestleistungen
| Disziplin | Zeit         | Datum            | Ort        |
| --------- | ------------ | ---------------- | ---------- |
| 500 m     | 38,84 s      | 9. Februar 1991  | Heerenveen |
| 1000 m    | 1:17,73 min  | 23. Februar 1991 | Inzell     |
| 1500 m    | 1:58,45 min  | 1. Dezember 1990 | Heerenveen |
| 3000 m    | 4:14,95 min  | 13. März 1991    | Heerenveen |
| 5000 m    | 7:14,51 min  | 9. Februar 1991  | Heerenveen |
| 10.000 m  | 15:51,08 min | 16. März 1990    | Heerenveen |